# Nonu
El Nonu és un personatge estrafolari que apareix el darrer dia de la festa major de Cardedeu per dur a terme les Nones, una cercavila que es fa al voltant de la plaça Sant Corneli de la localitat. Convida la gent a acomiadar-se de la festa, tot fent un repàs crític de les coses que s'han esdevingut durant la festa o durant l'any a la vila. Pujat dalt del seu carro, amb una bota de vi a la mà que sovint acaba mullant a la gent, fa un recorregut pels carrers Dr. Klein, Sant Ramon, Teresa Oller i plaça Clavé, fins a arribar a l'Ajuntament i tornar després al Garitu passant per l'Església. Es tracta d'un itinerari curt però ple de corredisses, amb un carro que va amunt i avall estirat per gent robusta que corre esperant que la gent s'aparti i s'enganxi a les parets d'aquests carrers estrets.

## Tradició
Les Nones és el nom que rep tant la cercavila, com els versots que s'hi canten. El personatge és una creació del Garitu (un espai de festa que neix l'any 1994 com a proposta alternativa a la festa major oficial) que l'any 2000 el presentà com a forma de tancar, simbòlicament, la festa. Des d'aleshores les Nones s'han fet de forma ininterrompuda i el personatge ha sigut interpretat per diversos actors, cadascun dels quals, li ha donat una personalitat característica, sense que perdi la seva essència crítica.
El Nonu apareix a la plaça Sant Corneli de Cardedeu als voltants de mitjanit del darrer dia de festa major. El seu vestuari es compon d'una barreja de peces de roba que recullen diferents moments de la festa. Per aquest motiu porta pantalons texans estripats sota d'una faldilla tradicional catalana acompanyada d'una camisa de quadres a la qual s'afegeix un collaret de picarols. L'element més característic del Nonu, però, és la màscara que li cobreix del nas en amunt, rematada amb una gorra vermella i que el fa reconeixible per qualsevol persona. El Nonu acostuma a portar, també, alguns complements, entre els quals en destaquen un bossa de mà, una bota de vi i, fins i tot, una llonganissa.
Quan arriba a plaça l'espera un carro de cavalls que serà estirat per un grapat de voluntaris i a dins del qual hi va una bota de vi que sadolla tots els participants. També hi serà l'orquestra del Nonu, que s'encarregarà de posar la música a la festa i de marcar les entrades dels versots.
El Nonu porta les nones, uns fulls de paper de la mida d'una quartilla amb versos crítics dels esdeveniments de l'any, que acostumen a ser al voltant d'una dotzena. Ningú no sap exactament qui els escriu o qui en decideix el contingut. Hi ha hagut anys en què s'ha fet una trobada popular per a redactar-les, però fins i tot així és manté el secret sobre l'autoria de la lletra, que sempre apareix signada amb el nom de Joan Mamades. La música és una composició de Cesc Alexandri.
El primer que fa el Nonu és repartir aquests papers i donar inici a les Nones cantant la primera estrofa dels versots que sempre és la mateixa:
| « | Aquestes són les Nones que el Nonu us ha portat és el rei de la festa i el paio més trempat. | » |

La tradició estableix que els músics fan primer una breu introducció i tot seguit el Nonu canta el versot. Un cop recitat, tot el públic ha de repetir-lo i, quan s'acaba, els músics comencen a tocar el tema de les Nones. Un cop cantat el primer versot, el carro comença a moure's al ritme de la música i la cercavila comença. Al cap d'uns metres, el carro s'atura i es repeteix la cerimònia anterior amb la següent nona del full.
Inicialment, aquesta cercavila feia dues voltes a la plaça Sant Corneli, passant pels carrers que la vorejaven. Més endavant, però, es va allargar el recorregut i es va fer arribar a la plaça de l'ajuntament, per això ara la cercavila fa només una volta. Durant tota la cercavila es canten els versots i fins i tot algun altre que es pugui improvisar o que es recuperi d'edicions passades, fins que es tanquen les Nones amb la darrera estrofa, que també es repeteix d'any en any:
| « | Que surti tot el poble, que vingui a cantar, que s'acaba la festa i és hora de ballar. | » |